# Arčibald Moris
Arčibald "Arči" Moris je izmišljeni lekar iz televizijske serije "Urgentni centar" koga je tumačio Skot Grajms.

## O liku
Lik dr Morisa se prvi put pojavio krajem 2003. godine u 10. sezoni drame i u početku je bio zapažen po svojim gegovima. Moris je u početku bio nepodesan specijalizant druge godine koji je izbegavao posao kad god je mogao. Na sreću, često ga je od nevolja spašavao drugi specijalizant Nik Kuper.

## Karijera u drami

### Sezona 10
U epizodi pod nazivom "Slobodan pad" Morisa je uhvatio, kako puši zaplenjenu marihuanu, dr. Robert Romano, ali je Moris izbegao kaznu jer je na Romana pao helikopter pred ulazom zgrade. Kako nije znao za lekarevo stradanje, Moris je čekao na šalteru da bude kažnjen i nije pomagao ni jednom lekaru u nastalom rasulu.
Morisov manjak posvećenosti i lajanje su već bili dobro utvrđeni kada je njegov nemar došao jedne bolesnice glave. Bolesnica je čekala sat vremena da je neki lekar primi, a onda je imala moždani udar i umrla. Moris je naglo dao otkaz i odjurio iz Urgentnog centra, ali se sutradan vratio i rekao da će mu otac uskratiti novčanu pomoć ako ne istera "ovo" do kraja.

### Sezona 11
Moris je postao glavni specijalizant u 11. sezoni čime još više njegov lik nisu voleli drugi likovi. Ovaj položaj je dobio zbog manjka konkurencije (sposobniji Greg Prat je odbio položaj), jedanaestog časa objavljivanja i predavanja elaborata na razgovoru. Kao glavnom specijalizantu, Morisu je naduvana sujeta donosila sukobe sa drugim saradnicima, iako je on često reagovao kao da ga obožavaju specijalizanti i studenti. Iako Luka Kovač nikad nije imao nesuglasice sa njim, Rej Barnet, Nila Razgotra i pogotovo Ebi Lokhart su mu se rugali i vređali ga zbog pompeznog stava, iako su ga u kasnijim godinama poštovali sa škrtom naklonošću. Greg Prat je u početku takođe prezirao Morisa, ali su tokom 12. sezone postali dobri prijatelji. Keri Viver sa druge strane, iako se nikad nije otvoreno rugala Morisu, nikad nije gledala na njega kao da može da uspe i nije ga podržavala toliko kao drugi lekari Urgentnog centra. Podršku za mesto glavnog specijalizanta mu je dala samo zato što je po njenim rečima bio "papirolog". Morisov način vođenja je prešao sa izaslanstva na mikro-upravu. Na kraju 11. sezone mu je dr. Karter dok je odlazio iz bolnice rekao da "sad on određuje" kao što je njemu Mark Grin rekao pred kraj 8. sezone. Moris je tada bio pijan pa se nije setio rečenice kada ga je Karter pitao nekoliko godina kasnije.

### Sezona 12
U 12. sezoni je otkriveno da je Arči darovao spermu nekoliko puta u životu. Četvoro riđokose dece od kojih je jedno crnče se pojavilo jednog dana u bolnici i izjavilo da im je Arči otac. Iako je bio potresen ovim, njegovi komični pokušaji da bude "dobar otac" su postali epizodne teme za njegov lik u narednim epizodama. Deca ga ipak vole. Kasnije u sezoni je otkriveno da je Morisu ponuđen posao u apotekarskoj laboratoriji. Na kraju 12. sezone u epizodi "Dvadesetjedan komad oružja" je hteo da ode iz bolnice, ali se desila pucnjava u Urgentnom centru. Morisovo brzo i stručno reagovanje u toj krizi označilo je prekretnicu u njegovom poslu.

### Sezona 13
Tokom 13. sezone je Moris bio zaposlen kao jedan od odeljenskih lekara (zbog mesta koje je ostalo otvoreno zbog odlaska dr. Klementea). Moris je počeo ozbiljno da se trudi da zasluži poštovanje. Iako ga ostali lekari i dalje nisu uvek shvatali ozbiljno, on je pokazao i brigu i veštine kada je prepoznao želju jednog mladića de bude primljen zbog i otpušten kao naznake disocijativnog poremećaja ličnosti. Ipak, drugi lekari su se nasmejali na Morisovu dijagnozu i odbili su da odobre negu za prelomne bolesnike, a on je nasamo priznao Sem Tagart da zna da "većina lekara misli da sam sprdnja". Sem je ljubazno porazgovarala sa njim pa je on iskoristio njene veštine u komunikaciji i ubedio bolesnika da pristane na lečenje koje će mu spasiti život. Tada je Moris počeo da postaje mnogo bolji lekar.
Kada su novi stažisti došli u Urgentni centar, Moris je zapao za oko Houp Bobek. Moris ju je pozvao na večeru, ali je ona njega pozvala da idu na njenu skupinu za proučavanje Biblije jer je preporođena hrišćanka (često se moli dok leči bolesnike). Moris se pravio da je pobožan kao ona pa su se njih dvoje zbližili. U prazničnoj epizodi "Grad milosti", imao je tešku smenu jer je bio jedini odeljenski lekar u Urgentnom centru, a na kraju mu je Houp rekla koliko je naučila posmatrajući ga. Onda ga je pozvala na piće uz naznaku da će posle biti prisni. Moris je na sopstveno čuđenje odbio jer je shvatio da je ona usamljena i da bi bilo opasno ugroziti dugoročni odnos iskorišćavanjem toga. Moris i Houp su se kasnije smuvali dok se spremala Lukina i Ebina svadba. Njih dvoje su iskoristili sobu za medeni mesec koju Luka i Ebi nisu bili u mogućnosti da koriste i nastavili su vezu. Moris je bio tužan kada je Houp otišla na dobrovoljni posao u Venecuelu i posle toga su raskinuli.

### Sezona 14
U 14. sezoni je Moris saznao da mu je otac umro i rekao je Ebi da njih dvojica nisu nikad obnovili svoj odavno prekinuti odnos. Takođe je pao na ispitu koji je dr. Prat položio. Moris je lagao da je prošao i zamolio Prata da ga pokriva dok ponovo ne izađe da polaže i prođe. Moris je takođe kratko išao na razgovore kod psihologa posle talačkog stanja u koje je upao tokom kog je razbojnik oboren kada je on digao ruke u vis. Još jeno teško stanje ga je pogodilo kada mu je drug dr. Prat prelomno povređen u prasku kola hitne pomoći, a zaposleni Urgentnog centra nisu mogli da ga spasu.

### Sezona 15
Morisu je smrt dr. Prata pala teže nego drugima iz Urgentnog centra. Tokom narednih nekoliko nedelja se nekoliko puta sukobljavao sa novom načelnicom Ketrin Benfild koju je zamrzeo već po njenom dolasku jer je uvideo da je dobila položaj koji je bio namenjen njegovom pokojnom drugu. Tokom narednih nekoliko nedelja, Moris je upadao u nevolje sa dr. Benfild jer je učio novog studenta Čeza Prata rizičkim postupcima koje čak ni specijalizanti prve godine nisu kvalifikovani da rade. Moris je priznao da kad god vidi Čeza, on vidi njegovog brata Grega i želi mu sve najbolje.
Kako je 15. sezone napredovala, Moris je prikazan kao sazreo i uozbiljen posle Pratove smrti jer je postao starije lice za lekare u Urgentnom centru kao Mark Grin i Džon Karter pre njega. U mnogim prilikama su saradnici dolazili kod njega po lični i poslovni savet iako je zadržao svoju blagu komičnu ličnost. Na primer, dr. Kejt Benfild mu je rekla da joj je sin umro u Urgentnom centru, a dr. Brener da je kao mali polno napastvovan. Još nešto, kad se vratio u Urgentni centar, Džon Karter je primetio da je Moris poslušao njegova savet da sad određuje. U epizodi "Teskoba razdvajanja", Morisu se svidela jedna bolesnica za koju je kasnije otkrio da je policajka na tajnom zadatku iz Odeljenja za narkotike (Klaudija Dijaz koju je tumačila Džastina Mačado). U epizodi "Dobro mi je", Moris je rekao Klaudiji da će je jednog dana zaprositi, a ona mu je odgovorila da će pristati.